# GVV Be Quick in het seizoen 1957/58
Het seizoen 1957/1958 was het vierde jaar in het bestaan van de Groninger betaaldvoetbalclub Be Quick. De club kwam uit in de Tweede divisie B en eindigde daarin op de 13e plaats. Tevens deed de club mee aan het toernooi om de KNVB beker, hierin werd de club in de eerste ronde, op basis van uitspelend team, uitgeschakeld door FVC (0–0).

## Wedstrijdstatistieken

### Tweede divisie B
|       | Enschedese Boys | Go Ahead | Heerenveen | Heracles | N.E.C. | Oldenzaal | Oosterparkers | PEC   | Rheden | Tubantia | Veendam | Velocitas | Zwartemeer | Zwolsche Boys |
| ----- | --------------- | -------- | ---------- | -------- | ------ | --------- | ------------- | ----- | ------ | -------- | ------- | --------- | ---------- | ------------- |
| Thuis | 0 – 4           | 1 – 1    | 0 – 3      | 1 – 2    | 6 – 2  | 0 – 0     | 1 – 2         | 3 – 6 | 3 – 2  | 1 – 2    | 2 – 1   | 3 – 3     | 1 – 1      | 0 – 3         |
| Uit   | 8 – 0           | 1 – 1    | 2 – 5      | 5 – 1    | 5 – 2  | 2 – 0     | 0 – 2         | 1 – 1 | 1 – 1  | 3 – 3    | 4 – 2   | 1 – 2     | 5 – 1      | 0 – 6         |

### KNVB beker
| 1e ronde                                     | Be Quick | 0 – 0 | FVC |
| 26 december 1957 Plaats: Groningen Esserberg |          |       |     |

## Statistieken Be Quick 1957/1958

### Eindstand Be Quick in de Nederlandse Tweede divisie B 1957 / 1958
| Stand | Gespeeld | Gewonnen | Gelijk | Verloren | Punten | Doelpunten voor | Doelpunten tegen |
| ----- | -------- | -------- | ------ | -------- | ------ | --------------- | ---------------- |
| 13e   | 28       | 7        | 8      | 13       | 22     | 49              | 70               |

### Topscorers
| #                 | Naam               | Goal |
| ----------------- | ------------------ | ---- |
| 1.                | Klaas van der Berg | 15   |
| 2.                | Ap Hansems         | 12   |
| 3.                | Fré Mensinga       | 6    |
| 4.                | Wim van Dalsum     | 5    |
| 5.                | Piet Jager         | 4    |
| 6.                | Kees van der Leij  | 2    |
| 7.                | Peter de Boer      | 1    |
| 7.                | Ton Lupker         | 1    |
| 7.                | Gerard Oosterloo   | 1    |
| 7.                | Bas Paauwe         | 1    |
| Onbekend doelpunt |                    |      |
| –                 | Tegen Heracles     | 1    |
| Totaal            | Totaal             | 49   |

| #      | Naam        | Goal |
| ------ | ----------- | ---- |
| –      | Geen speler | 0    |
| Totaal | Totaal      | 0    |